# Fabrice Fiorèse
Fabrice Fiorèse, né le 26 juillet 1975 à Chambéry (Savoie), est un footballeur français.

## Biographie
Avant sa formation à l'OL il jouait à l'USC Aiguebelle, un club modeste qui se situe dans la vallée de la Maurienne en Savoie.
Son transfert du PSG vers l'OM est resté dans les mémoires : Fiorèse était en pleine réussite à Paris et avait nargué les supporters de l'OM lors des confrontations entre les deux clubs. Il prolonge son contrat avec Paris à l'été 2004 et déclare "Je suis parisien à 300%", puis à la suite du départ de son ami Fréd Déhu et une dispute avec Coach Vahid, Fiorèse décide de quitter Paris pour Marseille trois semaines après sa prolongation de contrat.
Vahid Halihodzic avait eu une phrase légendaire au sujet de ce transfert surprise : "C'est une situation que je n'aurais jamais imaginée, surtout de la part de Fabrice Fiorèse. Cette nuit quand je suis rentré chez moi à 1 heure, je vous le dis franchement, J'ai vomi".
Il faut aussi citer les déclarations de Fiorèse après sa signature à Marseille : "le PSG est une secte", "j'ai trouvé une famille à Marseille".
Les supporters du PSG vont alors s'en donner à cœur joie avec des banderoles telles que « Nous avons Jésus, vous avez Judas », « Fiorèse : si le PSG est une prison, rends la savonette » ou encore « Fiorèse, tu simules aussi avec Dehu ? ».

Mais ce transfert fut aussi rejeté par les supporters de l'OM en raison du chambrage passé. Sylvain Armand va tacler violemment Fiorèse lors de OM-PSG. Fiorèse, joueur prometteur lors de son passage à Paris, parmi les meilleurs joueurs de Ligue 1, ne va jamais se relever de ce mauvais choix de carrière.

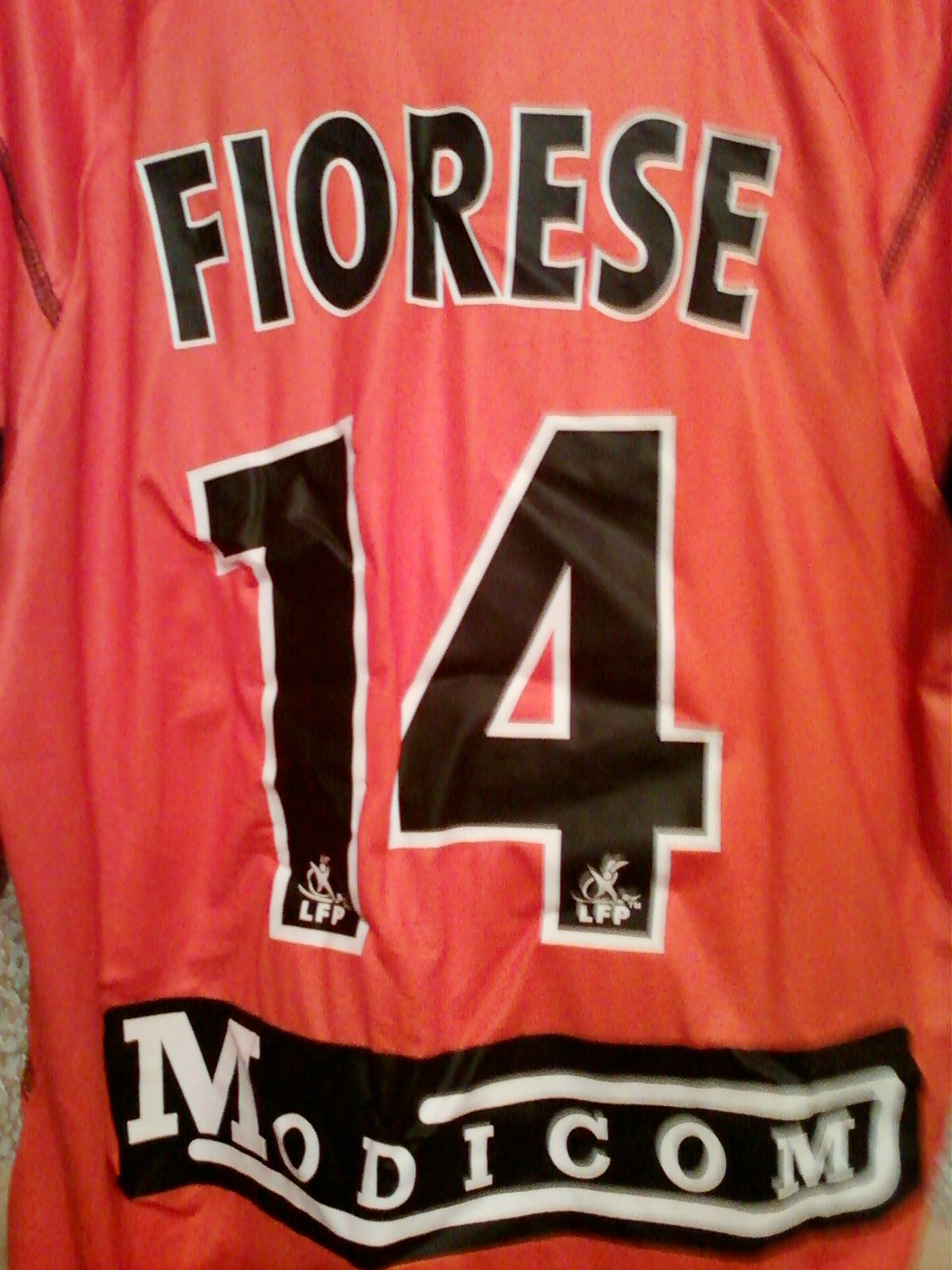
Le numéro 14 de Fabrice Fiorèse au sein du club lorientais

Indésirable une saison après son arrivée à Marseille, Fiorèse part en prêt à Al Rayyan Club, au Qatar. Il y retrouve Luis Fernandez comme entraîneur.
Fiorèse résilie son contrat à Troyes un an avant son terme, prétextant ne plus être en « phase » avec la nouvelle génération de footballeurs, qu'il juge irrespectueuse des autres joueurs et de leur club.
Après un court passage en tant que dirigeant dans le club amateur de Saint-Tropez en 2011, le Savoyard se lance dans le commerce avec deux magasins de chaussures à Saint-Tropez et un glacier à Annecy, en mai 2013.
Actuellement il est co-gérant (avec M.Pokora) d'un restaurant traditionnel à Annecy.

## Statistiques
Ce tableau indique les statistiques de Fabrice Fiorèse,,.
| Saison                | Club                       | Championnat           | Championnat | Championnat | Championnat | Coupe nationale | Coupe nationale | Coupe nationale | Coupe de la Ligue | Coupe de la Ligue | Coupe de la Ligue | Supercoupe | Supercoupe | Supercoupe | Compétition(s) continentale(s) | Compétition(s) continentale(s) | Compétition(s) continentale(s) | Compétition(s) continentale(s) | Total | Total | Total |
| Saison                | Club                       | Division              | M.          | B.          | P.d.        | M.              | B.              | P.d.            | M.                | B.                | P.d.              | M.         | B.         | P.d.       | Comp.                          | M.                             | B.                             | P.d.                           | M.    | B.    | P.d.  |
| 1996-1997             | Olympique lyonnais         | D1                    | 2           | 0           | 0           | -               | -               | -               | -                 | -                 | -                 | -          | -          | -          | -                              | -                              | -                              | -                              | 2     | 0     | 0     |
| 1997-1998             | EA Guingamp                | D1                    | 6           | 0           | 0           | 3               | 1               | 0               | -                 | -                 | -                 | -          | -          | -          | -                              | -                              | -                              | -                              | 9     | 1     | 0     |
| 1998-1999             | EA Guingamp                | D2                    | 26          | 10          | 0           | 3               | 3               | 0               | 2                 | 2                 | 0                 | -          | -          | -          | -                              | -                              | -                              | -                              | 31    | 15    | 0     |
| 1999-2000             | EA Guingamp                | D2                    | 31          | 12          | 0           | 1               | 0               | 0               | -                 | -                 | -                 | -          | -          | -          | -                              | -                              | -                              | -                              | 32    | 12    | 0     |
| 2000-2001             | EA Guingamp                | D1                    | 32          | 10          | 2           | 1               | 0               | 0               | 1                 | 0                 | 0                 | -          | -          | -          | -                              | -                              | -                              | -                              | 34    | 10    | 2     |
| 2001-2002             | EA Guingamp                | D1                    | 16          | 5           | 0           | 1               | 1               | 0               | 1                 | 0                 | 0                 | -          | -          | -          | -                              | -                              | -                              | -                              | 18    | 6     | 0     |
| Sous-total            | Sous-total                 | Sous-total            | 111         | 37          | 2           | 9               | 5               | 0               | 4                 | 2                 | 0                 | -          | -          | -          | -                              | -                              | -                              | -                              | 124   | 44    | 2     |
| 2002                  | Paris Saint-Germain (prêt) | D1                    | 12          | 3           | 0           | 2               | 0               | 0               | 1                 | 0                 | 0                 | -          | -          | -          | -                              | -                              | -                              | -                              | 15    | 3     | 0     |
| 2002-2003             | Paris Saint-Germain        | Ligue 1               | 32          | 4           | 5           | 6               | 2               | 2               | 1                 | 0                 | 0                 | -          | -          | -          | C3                             | 3                              | 1                              | 0                              | 42    | 7     | 7     |
| 2003-2004             | Paris Saint-Germain        | Ligue 1               | 34          | 6           | 11          | 6               | 2               | 4               | 1                 | 0                 | 0                 | -          | -          | -          | -                              | -                              | -                              | -                              | 41    | 8     | 15    |
| 2004                  | Paris Saint-Germain        | Ligue 1               | 3           | 1           | 0           | -               | -               | -               | -                 | -                 | -                 | 1          | 1          | 0          | -                              | -                              | -                              | -                              | 4     | 2     | 0     |
| Sous-total            | Sous-total                 | Sous-total            | 81          | 14          | 16          | 14              | 4               | 6               | 3                 | 0                 | 0                 | 1          | 1          | 0          | -                              | 3                              | 1                              | 0                              | 102   | 20    | 22    |
| 2004-2005             | Olympique de Marseille     | Ligue 1               | 18          | 2           | 0           | -               | -               | -               | 1                 | 0                 | 0                 | -          | -          | -          | -                              | -                              | -                              | -                              | 19    | 2     | 0     |
| 2005-2006             | Al-Rayyan SC (prêt)        | D1                    | -           | -           | -           | -               | -               | -               | -                 | -                 | -                 | -          | -          | -          | -                              | -                              | -                              | -                              | 0     | 0     | 0     |
| 2006-2007             | FC Lorient (prêt)          | Ligue 1               | 7           | 2           | 0           | 1               | 0               | 0               | -                 | -                 | -                 | -          | -          | -          | -                              | -                              | -                              | -                              | 8     | 2     | 0     |
| 2007-2008             | Olympique de Marseille     | Ligue 1               | -           | -           | -           | -               | -               | -               | -                 | -                 | -                 | -          | -          | -          | -                              | -                              | -                              | -                              | 0     | 0     | 0     |
| 2008                  | Amiens SC                  | Ligue 2               | 16          | 3           | 0           | 5               | 1               | 0               | -                 | -                 | -                 | -          | -          | -          | -                              | -                              | -                              | -                              | 21    | 4     | 0     |
| 2008-2009             | ES Troyes AC               | Ligue 2               | 24          | 4           | 3           | 1               | 1               | 0               | -                 | -                 | -                 | -          | -          | -          | -                              | -                              | -                              | -                              | 25    | 5     | 3     |
| Total sur la carrière | Total sur la carrière      | Total sur la carrière | 259         | 62          | 19          | 30              | 10              | 6               | 8                 | 2                 | 0                 | 1          | 1          | 0          | -                              | 3                              | 1                              | 0                              | 301   | 76    | 25    |

## Palmarès

### En club
Avec le Paris Saint-Germain, il remporte la Coupe de France en 2004 après avoir été finaliste en 2003. Il est également finaliste du Trophée des champions en 2004 et vice-champion de France en 2004.
Lors de son prêt au Al-Rayyan SC, il remporte la Coupe du Qatar en 2006.

### Distinctions personnelles
Lors de la saison 2003-2004, il est second meilleur passeur du championnat de France avec 11 passes décisives.

## Filmographie
- 2004 : Plus belle la vie (saison 1, épisode 23)